# Abiko
Abiko (我孫子市?, Abiko-shi) è una città giapponese della prefettura di Chiba. Il nome significa letteralmente "mio nipote".
Abiko è localizzata a nord est del centro di Tokyo. È posta in un ambiente tipicamente rurale, ai margini della megalopoli.
Anche se posta in periferia, ha comunque oltre 100.000 abitanti ed è collegata al centro di Tokyo tramite la Joban line che opera un servizio anche intrecciato con la Chiyoda line.
È anche collegata a Narita e Sakura e Chiba da una ramificazione della stessa importantissima Joban line.
Nei pressi di Abiko vi sono coltivazioni e anche uno specchio d'acqua piuttosto esteso, il lago di Teganuma, balneabile fino al primo dopoguerra, in seguito divenuto uno dei più inquinati del Giappone.
Tra i luoghi di interesse di questa località ci sono da annoverare il Parco di Akenoboyama dove sono conservati circa 150.000 esemplari di tulipani di vari tipi e colori, ed il museo degli uccelli (Abiko City Museum of Birds). Il simbolo del comune di Abiko è per l'appunto la folaga nera (fulica atra).

## Clima
| Abiko (2010-2020) Fonte: JMA    | Mesi        | Mesi        | Mesi        | Mesi        | Mesi        | Mesi        | Mesi        | Mesi        | Mesi        | Mesi        | Mesi        | Mesi        | Stagioni | Stagioni | Stagioni | Stagioni | Anno    |
| Abiko (2010-2020) Fonte: JMA    | Gen         | Feb         | Mar         | Apr         | Mag         | Giu         | Lug         | Ago         | Set         | Ott         | Nov         | Dic         | Inv      | Pri      | Est      | Aut      | Anno    |
| ------------------------------- | ----------- | ----------- | ----------- | ----------- | ----------- | ----------- | ----------- | ----------- | ----------- | ----------- | ----------- | ----------- | -------- | -------- | -------- | -------- | ------- |
| T. max. media (°C)              | 9,0         | 9,8         | 13,8        | 18,4        | 23,7        | 25,7        | 29,8        | 31,5        | 27,3        | 21,6        | 16,3        | 11,1        | 10,0     | 18,6     | 29,0     | 21,7     | 19,8    |
| T. media (°C)                   | 3,3         | 4,5         | 8,3         | 12,8        | 18,3        | 21,2        | 25,1        | 26,6        | 22,7        | 17,0        | 11,1        | 5,7         | 4,5      | 13,1     | 24,3     | 16,9     | 14,7    |
| T. min. media (°C)              | −1,7        | −0,3        | 3,2         | 7,6         | 13,6        | 17,6        | 21,8        | 23,1        | 19,2        | 13,2        | 6,6         | 0,9         | −0,4     | 8,1      | 20,8     | 13,0     | 10,4    |
| T. max. assoluta (°C)           | 18,0 (2020) | 21,3 (2016) | 24,6 (2013) | 28,9 (2018) | 34,4 (2019) | 34,5 (2011) | 36,7 (2018) | 39,2 (2013) | 35,9 (2010) | 32,1 (2018) | 24,3 (2020) | 22,6 (2010) | 22,6     | 34,4     | 39,2     | 35,9     | 39,2    |
| T. min. assoluta (°C)           | −7,2 (2021) | −6,9 (2012) | −3,4 (2015) | −1,1 (2011) | 5,3 (2019)  | 9,7 (2010)  | 15,1 (2011) | 15,9 (2018) | 10,0 (2010) | 4,2 (2021)  | −1,8 (2016) | −5,0 (2014) | −7,2     | −3,4     | 9,7      | −1,8     | −7,2    |
| Giorni di calura (Tmax ≥ 30 °C) | 0,0         | 0,0         | 0,0         | 0,0         | 1,0         | 2,5         | 16,5        | 21,9        | 8,4         | 0,5         | 0,0         | 0,0         | 0,0      | 1,0      | 40,9     | 8,9      | 50,8    |
| Giorni di gelo (Tmin ≤ 0 °C)    | 24,1        | 17,1        | 5,3         | 0,3         | 0,0         | 0,0         | 0,0         | 0,0         | 0,0         | 0,0         | 1,0         | 13,3        | 54,5     | 5,6      | 0,0      | 1,0      | 61,1    |
| Precipitazioni (mm)             | 50,5        | 63,5        | 98,4        | 124,9       | 112,3       | 149,9       | 126,2       | 82,5        | 211,6       | 236,4       | 84,3        | 58,4        | 172,4    | 335,6    | 358,6    | 532,3    | 1 398,9 |
| Giorni di pioggia               | 4,4         | 6,4         | 9,1         | 10,0        | 8,5         | 11,6        | 10,6        | 7,0         | 11,5        | 10,8        | 8,1         | 5,8         | 16,6     | 27,6     | 29,2     | 30,4     | 103,8   |
| Ore di soleggiamento mensili    | 206,9       | 166,1       | 189,1       | 187,0       | 210,9       | 147,9       | 173,5       | 210,6       | 143,4       | 133,9       | 153,6       | 175,6       | 548,6    | 587,0    | 532,0    | 430,9    | 2 098,5 |
| Vento (direzione-m/s)           | WNW 1,8     | NW 1,9      | SSW 2,1     | SSW 2,3     | SSW 2,3     | E 2,0       | SSW 2,2     | SSW 2,1     | E 1,8       | NNE 1,7     | NNE 1,5     | NW 1,6      | 1,8      | 2,2      | 2,1      | 1,7      | 1,9     |